# Vladimir Ivanovič Vernadskij
Vladimir Ivanovič Vernadskij (in russo Владимир Иванович Вернадский?, angl. Vladimir Ivanovich Vernadsky; in ucraino Володи́мир Іва́нович Верна́дський?, Volodymyr Ivanovyč Vernads'kyj; San Pietroburgo, 12 marzo 1863 – Mosca, 6 gennaio 1945) è stato un mineralogista e geochimico russo che introdusse il concetto di noosfera dando un importante contributo al cosmismo russo.
Divenne celebre in seguito alla pubblicazione del suo libro La Biosfera nel 1926, estendendo e rendendo popolare il termine biosfera precedentemente concepito da Eduard Suess nel 1885. Ipotizzò che la vita fosse la forza che dà forma alla Terra. Fu un padre fondatore di diverse discipline, incluse la geochimica, la biogeochimica e la radiogeologia.

## Biografia
Vernadskij nacque a San Pietroburgo, nell'Impero Russo, il 12 marzo [O.S. 28 febbraio] 1863 nella famiglia originaria di Kiev dell'economista imperiale russo Ivan Vernadskij e dell'istruttrice di musica Anna Konstantinovič. Secondo la leggenda di famiglia, gli antenati di suo padre erano cosacchi di Zaporožžja. Ivan Vernadskij era il professore di economia politica a Kiev presso l'Università di San Vladimir prima di trasferirsi a San Pietroburgo; fu poi Consigliere Attivo di Stato e lavorò presso il Senato Direttivo a San Pietroburgo. La madre di Vladimir era una nobildonna russa di origine cosacchi ucraini.
Laureatosi all'Università di San Pietroburgo nel 1885, Vernadskij cominciò a dedicarsi alla mineralogia.
Si trasferì prima a Napoli per lavorare col cristallografo Arcangelo Scacchi e successivamente in Germania per frequentare Paul Groth. Fu qui che imparò a usare le allora moderne apparecchiature necessarie alla studio delle proprietà fisiche dei cristalli quali quelle ottiche, termiche, elastiche, magnetiche ed elettriche.
Vernadskij fu il primo a rendere popolare il concetto di noosfera e ad approfondire quello di biosfera, conferendogli un significato largamente condiviso anche dalla comunità scientifica moderna. La parola biosfera fu originariamente introdotta dal geologo austriaco Eduard Suess, che Vernadskij incontrò nel 1911.
La teoria dello sviluppo della Terra elaborata da Vernadskij, che influenzerà fortemente la successiva ipotesi Gaia di Lovelock e Margulis, era basata su una successione di stadi che implicavano rispettivamente il coinvolgimento della geosfera (materia inanimata), della biosfera (vita biologica) e della noosfera (pensiero umano). Come l'avvento della vita trasformò in modo fondamentale la geosfera, l'avvento della cognizione umana trasformò in modo fondamentale la biosfera. In questa teoria, entrambi i principi di vita e cognizione sono caratteristiche essenziali dell'evoluzione terrestre e devono essere state implicite durante tutto lo sviluppo della Terra stessa. Questo era in contrasto con la teoria di Darwin della selezione naturale, che guarda a ogni singola specie piuttosto che alle relazioni all'interno di un principio di inclusione.
Le affermazioni visionarie di Vernadskij non furono rapidamente accettate in occidente se non da pochi ed isolati casi come Thomas Rether. Comunque fu uno dei primi scienziati a riconoscere che l'ossigeno, l'azoto e il diossido di carbonio presenti nell'atmosfera terrestre sono il risultato di processi biologici. Negli anni 1920 pubblicò dei lavori in cui sostenne che gli organismi viventi potrebbero rimodellare i pianeti così come farebbero le forze fisiche. Vernadskij fu un importante pioniere che pose le basi delle scienze ambientali.
Vernadskij fu il fondatore e il primo presidente dell'Accademia Ucraina delle Scienze di Kiev (1918). Fu il fondatore della Biblioteca nazionale ucraina Vernadskij e lavorò a stretto contatto con l'Università Tavrida in Crimea. Durante la guerra civile russa si fece portatore delle istanze dei giovani intellettuali che in seguito fondarono il eurasismo.
Nei tardi anni 1930 e nei primi anni 1940 fu uno dei primi consulenti nell'ambito del programma nucleare militare sovietico, essendo un grande sostenitore dell'energia atomica, della ricerca riguardante le fonti di uranio sovietiche e la fissione nucleare, sottolineandone sempre, insieme alle enormi opportunità, anche i possibili rischi. Morì prima che il programma sovietico avesse raggiunto risultati concreti.
In suo onore è stato intitolato il cratere Vernadskij sulla Luna, l'asteroide 2809 Vernadskij e il minerale vernadite. Da lui prende nome anche una delle stazioni della Metropolitana di Mosca, Prospekt Vernadskogo.
Il figlio Georgij Vernadskij, emigrato negli Stati Uniti, fu un noto storico.
Il 25 ottobre 2019 la Banca Nazionale dell'Ucraina ha messo in circolazione una banconota da 1000 hryvnia con il ritratto di Vernadskij.

## Sul pensiero di Vernadskij

### L’influenza di Dmitrij Mendeleev
Vernadskij si iscrisse e si laureò alla Facoltà di fisica e matematica, sezione scienze naturali, dell'Università di Pietroburgo e durante gli studi subì in particolare l'influsso di due docenti, Vasilij Vasil'evič Dokučaev e Dmitrij Ivanovič Mendeleev. Il primo lo spinse ad approfondire gli studi sulle geosfere e ad interessarlo nei settori caratteristici della geochimica, il secondo sarà e rimarrà invece un punto di riferimento costante, una sorta di maestro spirituale non solo per lui ma anche per gli altri studenti in generale che ascoltavano le sue lezioni, capace come era di suscitare entusiasmo nei giovani per l'etica della scienza e per le sconfinate potenzialità della conoscenza scientifica. Durante la prima guerra mondiale Vernadskij sarà nominato presidente della “Commissione per lo studio delle forze naturali e produttive” (KEPS) della Russia e in quell'incarico potrà comprendere appieno gli insegnamenti di Mendeleev sull'importanza decisiva della libera scienza per lo sviluppo e la modernizzazione sociale della nazione, e a maturare nello stesso tempo progressivamente l'idea di noosfera. Vernadskij, d'altronde, in tutti gli anni successivi - in concomitanza con le sue pionieristiche ricerche sulla biosfera - non smetterà mai di riflettere, seguendo Mendeleev, sull'importanza della scienza e del pensiero scientifico nella storia dell'uomo.

### Noosfera e auto-evoluzione
Nei suoi ultimi lavori Vernadskij avanzò le sue idee relativamente alla noosfera, il cui termine era già stato coniato precedentemente da altri due pensatori francesi con cui era in contatto e che aveva conosciuto durante il periodo trascorso a Parigi, Pierre Teilhard de Chardin e Édouard Le Roy. Vernadskij riuscirà però a dare a questo concetto un inquadramento scientifico legandolo a quello di biosfera e corredandolo di fondamentali considerazioni filosofiche. Nel passaggio geologico inevitabile dalla biosfera alla noosfera, grazie alla irresistibile forza del pensiero scientifico sviluppatosi nel corso della storia evolutiva dell'uomo e alle sue ricadute tecniche, per Vernadskij si aprono all'umanità orizzonti d'azione mai visti prima, fantascientifici, sia sulla terra che nel cosmo. Per esempio, nella futura evoluzione che attendeva la specie umana, grazie a una scienza e a una tecnica molto più avanzate di quelle di oggi, l'uomo per Vernadskij sarà in grado – e sarà in ogni caso costretto a farlo per pure esigenze di sopravvivenza – di raggiungere una fase di sviluppo autotrofico rendendolo capace di alimentarsi di aria e di energia solare come fanno certe piante e certi batteri, svincolandosi dall'alimentazione della materia vivente. Un futuro, quello prospettato da Vernadskij, in cui l'umanità avrebbe sempre più consapevolmente forgiato con le sue mani il proprio destino, modificando radicalmente e organizzando globalmente la Terra, trasformando sé stesso e superando i confini del pianeta realizzando le proprie millenarie aspirazioni ad uscire nello spazio cosmico. 
È stato notato come questa concezione di noosfera di Vernadskij porti in sé anche l’importante influsso delle idee di Nikolaj Fëdorov, considerato il fondatore del cosmismo russo.

### La libertà della ricerca scientifica
Vernadskij conosceva quindici lingue e cercava di rimanere sempre aggiornato sulle principali opere internazionali attinenti non solo ai suoi campi di studio scientifici specifici, ma anche in quelli delle altre scienze e in quelli umanisti, l'arte, la filosofia, la storia, la religione. Rimase per esempio sempre in stretto contatto epistolare con il famoso esperto di induismo Sergej Oldenburg, confrontandosi con lui sui temi della religione e della vita. La sua passione per la ricerca e la sete di conoscenza spinsero spesso Vernadskij a “sconfinare” in settori disciplinari a prima vista estranei al proprio specifico settore scientifico, a procedere dal “particolare al generale” senza mai perdere per questo quella rigorosità della metodologia scientifica che riteneva l’unica fonte del sapere veramente universale capace di unire l’umanità. Ciò lo porterà ad interrogarsi sulla scienza in generale e sui rapporti reciproci con la filosofia e la religione: per lui il conflitto tra scienza e religione non era necessario ma anzi, nel profondo, poteva esservi una sintonia purché le filosofie e le religioni non si chiudessero al dialogo con la scienza e al dinamismo che ne derivava. 
Anche nella sua vita Vernadskij si troverà sempre a difendere la centralità del libero pensiero scientifico - considerato come il prodotto più peculiare e specifico della milionaria storia evolutiva dell’uomo – di fronte alle ingerenze di filosofie dogmatiche calate dall’alto. Questa sua idea trovava una corrispondenza nella sua tendenza politica liberale moderata che manifestò prima contro le ingerenze vigenti nella Russia zarista e poi contro quelle della Russia comunista. Nella seconda metà degli anni ’20 del XX secolo, qualche tempo dopo il suo ritorno in patria da Parigi - dove era stato diversi anni per insegnare alla Sorbona e per lavorare all'Istituto del Radio di M. Curie - e in concomitanza con la “grande svolta” imposta da Stalin, Vernadskij mantenne le sue idee, difendendo la sua autonomia di scienziato e cercando di resistere alle ingerenze del governo sovietico sia all'interno dell'Accademia delle Scienze, di cui era membro effettivo dal 1912 sia nella KEPS. Di fronte alla progressiva imposizione del materialismo dialettico come ideologia ufficiale negli anni '30, e alle sue ripercussioni sulla libera ricerca scientifica della verità, Vernadskij continuò a lavorare e a riflettere in autonomia, lontano dai riflettori e a scrivere le sue Riflessioni di un naturalista in cui non risparmiava critiche esplicite al nuovo corso della Russia comunista, difendendo il primato della libera scienza sulle filosofie imposte dall'alto e perciò inevitabilmente destinate, presto o tardi, a tramontare di fronte all’inarrestabile potenza del pensiero scientifico. Queste sue Riflessioni non saranno mai pubblicate durante la sua vita: se infatti Vernadskij era rispettato e onorato per i suoi lavori da scienziato sperimentale, veniva d'altra parte ufficialmente ignorato per quanto riguardava le sue considerazioni filosofiche. Per questo motivo le Riflessioni saranno pubblicate, in una versione manipolata che ne snaturava molti passaggi, solo nel 1977. Sarà solo con la perestrojka, nel 1988, che Vernadskij sarà integralmente e ufficialmente riabilitato; in quell’anno saranno pubblicate in modo corretto le Riflessioni, con il nuovo titolo di Pensieri filosofici di un naturalista. Questi travagliati rapporti con il governo sovietico non indurranno comunque mai Vernadskij, specialmente negli anni bui della guerra contro la Germania nazista che considerava ideologicamente agli antipodi dell’inarrestabile spirito noosferico, ad emigrare e a lasciare la Russia, continuando invece a risiedervi da patriota fino alla fine dei suoi giorni.

## Opere principali
- Očerki i reči (Saggi e discorsi), “Nauč, him.-teh. Izd-vo”, fasc. I e II, Petrograd 1922.
- La géochimie, Alcan, Paris 1924.
- Biosfera, “Nauč, him.-teh. Izd-vo”, Leningrad, 1926.
- Očerki geohimii (Saggi di geochimica), Gosizdat, Moskva-Leningrad, 1927.
- La Biosphère, Librairie Félix Alcan, Paris 1929.
- Problemy biogeochimii (Problemi di biogeochimica), fasc. I, A.N. SSSR, Moskva-Leningrad 1935.
- Biogeochimičeskie očerki (Saggi di biogeochimica) (1922-1932), A.N. SSSR, Moskva-Leningrad 1940.
- The biosphere and the noosphere, ‘American Scientist’, Burlington, 1945, v.33, n.1. La biosfera e la noosfera, 1999, Sellerio, Palermo
- Chimičeskie elementy, ich klassifikacija (Gli elementi chimici, la loro classificazione), Izbrannye sočinenija, t.1, A.N. SSSR, Moskva 1954.
- Chimičeskoe stroenie biosferii zemli i ee okruženija (La struttura chimica della Terra e di ciò che la circonda) (1937-1944), Nauka, Moskva, 1965.
- Mysli i zamečanija o literature i isskusstve (Pensieri e osservazioni sulla letteratura e sull’arte), in AA.VV., Puti v neznaoemoe (Sentieri verso l’ignoto), Sov. Pisatel, Moskva, 1966.
- Filosofskie mysli naturalista (Pensieri filosofici di un naturalista), Nauka, Moskva, 1988.
- Trudy po vseobščej istorii nauki (Lavori sulla storia generale della scienza), Nauka, Moskva, 1988.
- Očerki po istorii sovremennogo naučnogo mirovozzrenija (Lineamenti di storia dell’attuale concezione scientifica del mondo), in Trudy po vseobščej istorii nauki, cit.
- Trudy po istorii nauki v Rossii (Lavori sulla storia della scienza in Russia), Nauka, Moskva, 1988.
- Izbrannye trudy. Kristallografija (Lavori scelti. Cristallografia), Nauka, Moskva, 1988.